# ミュニシパリティ・オブ・アッシュフィールド
ミュニシパリティ・オブ・アッシュフィールド（Municipality of Ashfield）は、オーストラリアにかつてあったニューサウスウェールズ州の地方公共団体。ミュニシパリティ・オブ・ライカート、マリックヴィル・カウンシルと2016年5月12日に合併し、インナー・ウエスト・カウンシルとなった。

## 概要
シドニーCBDから南西に9キロメートルに位置する。東をミュニシパリティ・オブ・ライカート、南東をマリックヴィル・カウンシル、南をシティ・オブ・カンタベリー、西をバーウッド・カウンシル、北をシティ・オブ・カナダ・ベイと隣接する。
シドニーとパラマッタを結ぶパラマッタ・ロード、メルボルンとを結ぶリヴァプール・ロードの分岐点である。また、市街をシティレール・インナーウェスト線が横断し、サマー・ヒル駅、アッシュフィールド駅が設けられている。

## 構成サバーブ
ミュニシパリティ・オブ・アッシュフィールドは、以下のサバーブで構成される。

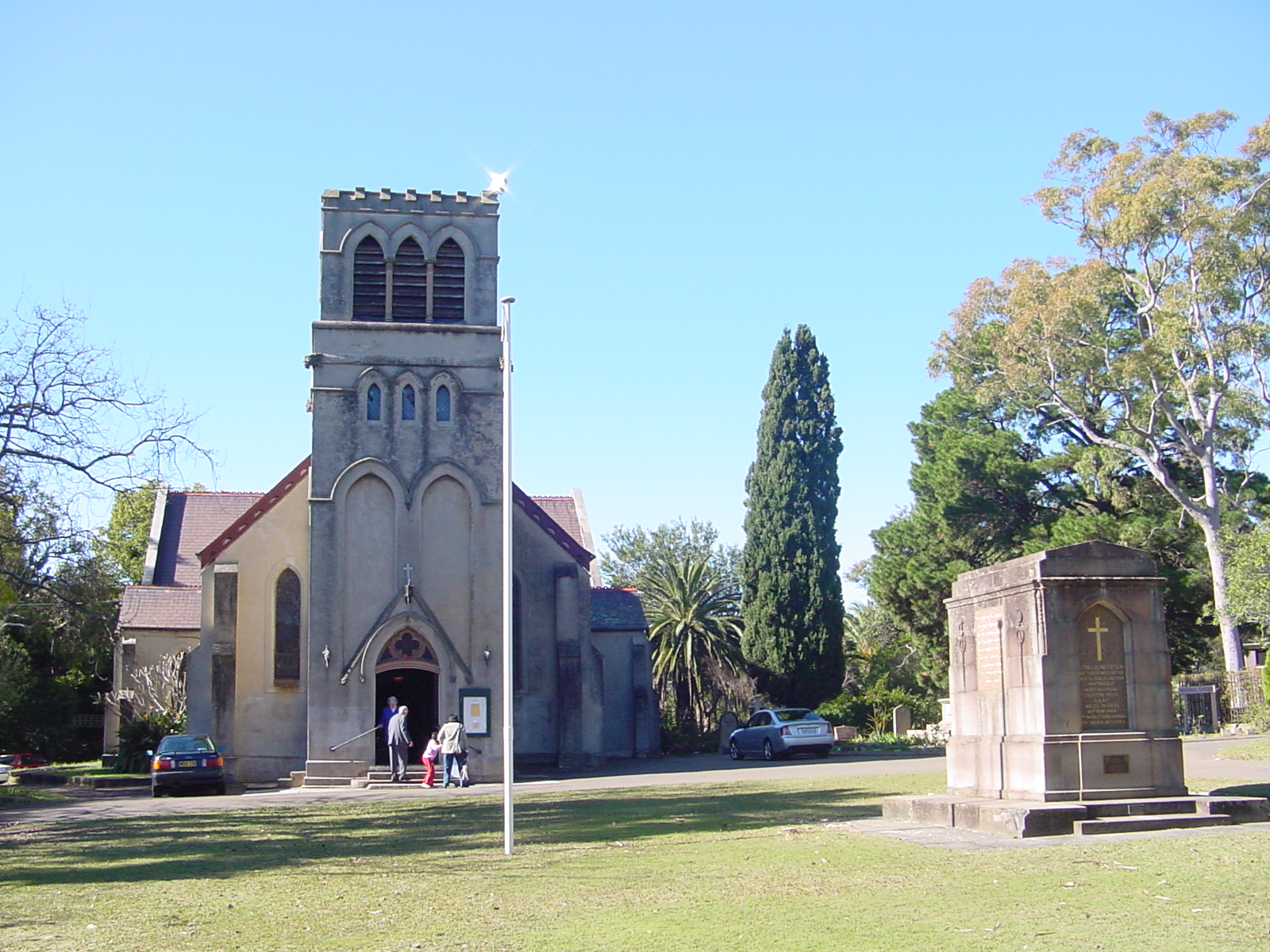
アッシュフィールド（英語版）
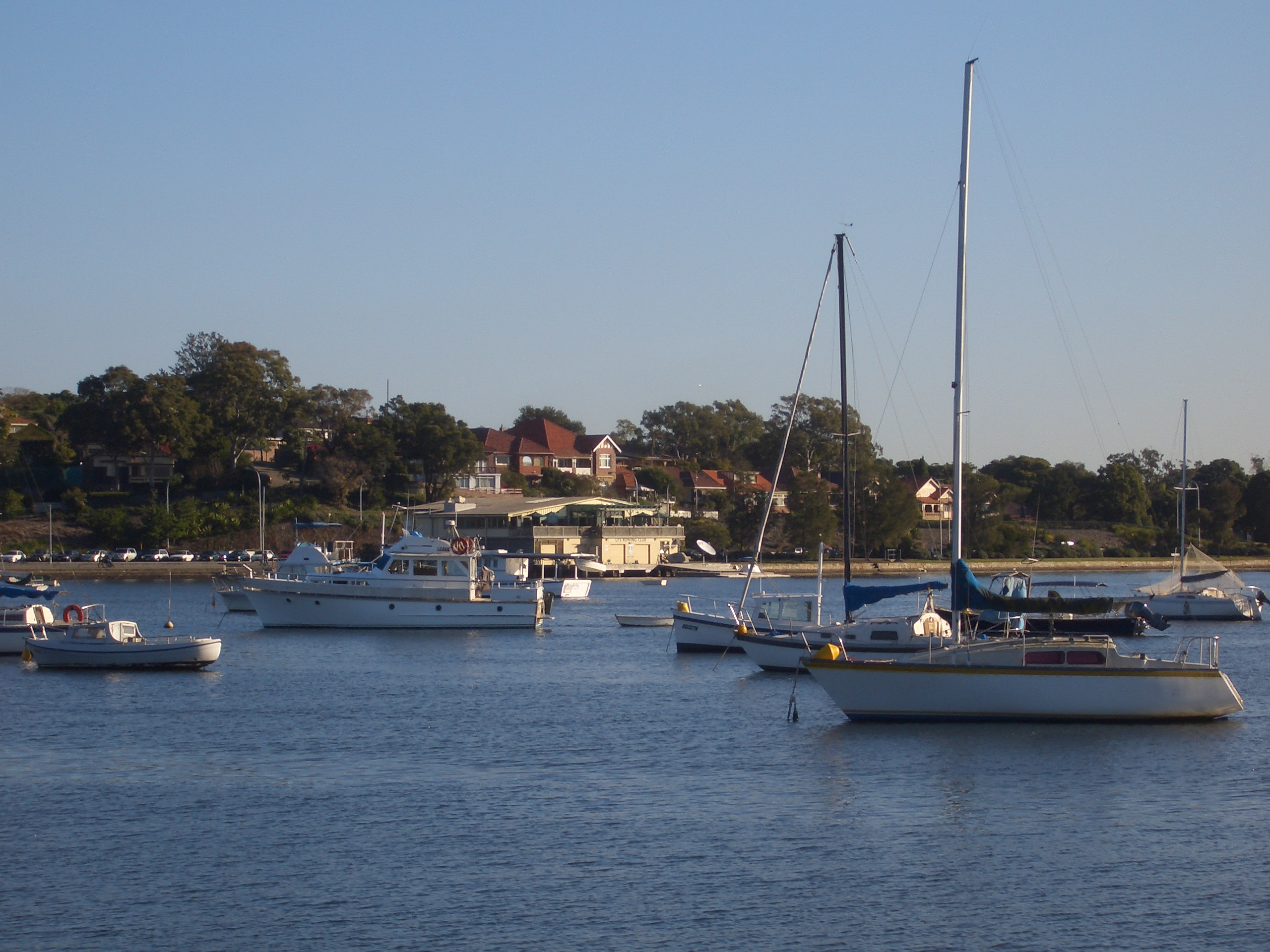
ハバーフィールド（英語版）
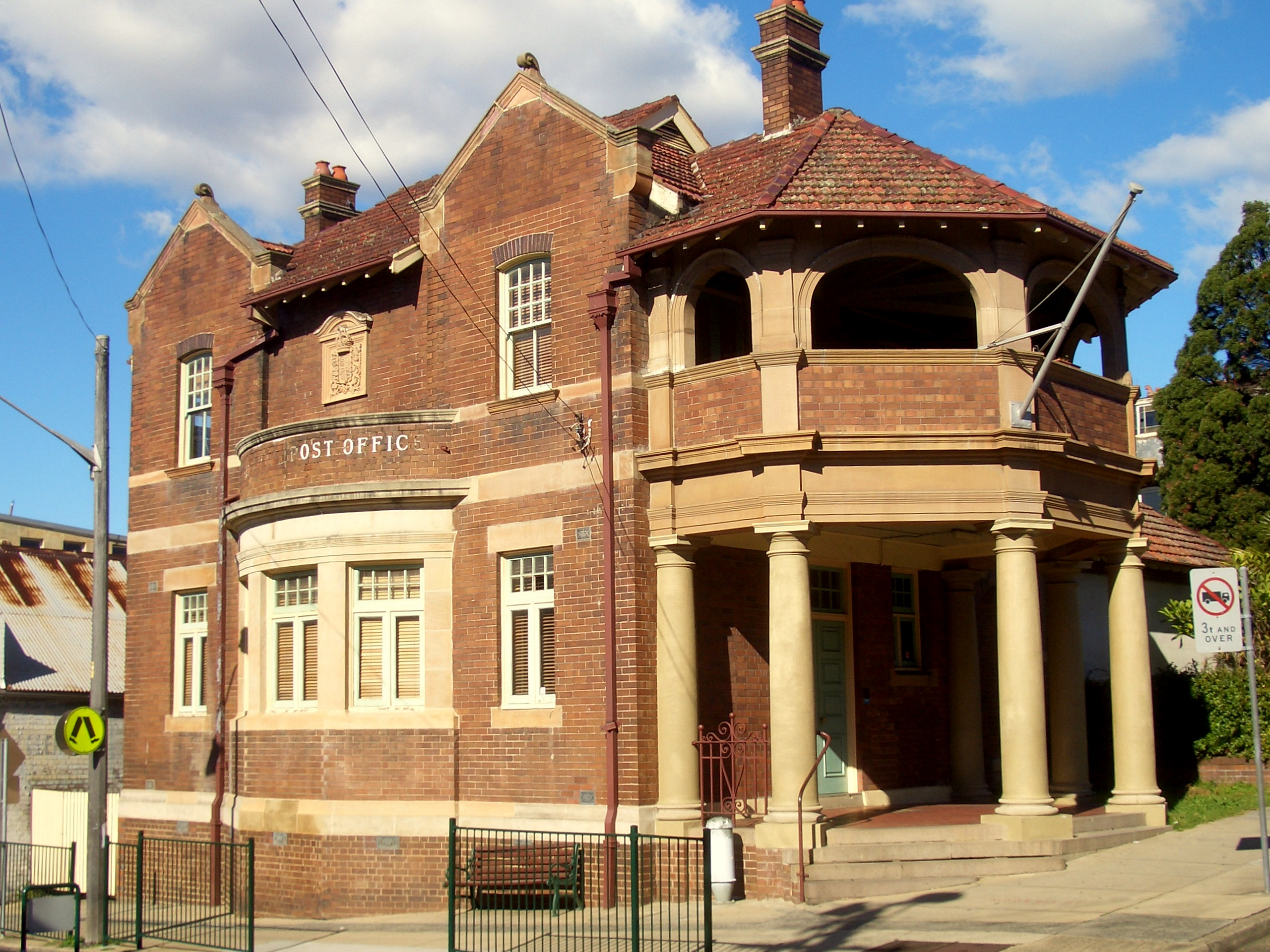
サマー・ヒル（英語版）

また、以下のサバーブの一部も市域に含まれる。
- アッシュベリー（英語版）
- クロイドン（英語版）
- クロイドン・パーク（英語版）
- ハールストーン・パーク（英語版）

- アッシュフィールド最古の聖ヨハネ・バプテ(ィ)スト聖公会(英国国)教会（英語版）
- ハバーフィールド のドブロイド・ポイント（英語版）
- 旧サマー・ヒル郵便局

## 議会
ミュニシパリティ・オブ・アッシュフィールドの議会は、12人によって構成される。任期は4年。選挙区は4つで、それぞれの選挙区から3人が選出される。市長は、議会選挙後最初の議会で12人の議員から選出される。最新の議会選挙は、2012年9月8日に実施された。オーストラリア労働党4議席、オーストラリア自由党4議席、無所属が4議席獲得した。市長は、オーストラリア労働党のMorris Mansour。